# Escudo de la Gran Colombia
El Escudo de la Gran Colombia fue, junto con la bandera nacional, el principal emblema que utilizó la república durante su existencia, especialmente en documentación oficial, mapas nacionales, banderas de regimientos e insignias militares. Sin embargo no existió un único modelo de escudo: el primero de ellos se basó en aquel que fue escudo de la Primera República de Venezuela, el cual fue implementado como emblema nacional de la Gran Colombia, por petición de Simón Bolívar al Congreso de la República. La república fue sucesivamente cambiando de modelo durante los primeros años de su independencia hasta finalmente adoptar un escudo definitivo en 1821.

## Primer escudo
|                                                    |                                               |
| Escudo de la Primera República de Venezuela (1811) | 17 de diciembre de 1819 — 10 de enero de 1820 |

El primer escudo grancolombiano fue adoptado el mismo día en que la gran nación fue establecida, es decir el 17 de diciembre de 1819, al igual que la bandera. Se decidió que el diseño del escudo de armas y la bandera fueran los que usó Venezuela en 1811. Así lo dispuso la Ley Fundamental en su artículo nº10, el cual lo reglamentó como emblema nacional:

Ley Fundamental de la República de Colombia

El Soberano Congreso de Venezuela, a cuya autoridad han querido voluntariamente sujetarse los pueblos de la Nueva Granada recientemente libertados por las armas de la República.
Decreta la siguiente Ley Fundamental de la República de Colombia: 
Artículo 1: Las Repúblicas de Venezuela y la Nueva Granada quedan desde este día reunidas en una sola bajo el título glorioso de "República de Colombia".
...
Artículo 10: Las armas y el pabellón nacional de Colombia se decretarán por el Congreso Nacional, sirviéndose entretanto de las armas y el pabellón de Venezuela, por ser más conocidos.

Según algunos modelos vistos, el emblema consistía en una mujer indígena, ubicada a la derecha del blasón, con plumas en la cabeza y arco en la espalda sosteniendo una lanza en cuya punta se alzaba el gorro frigio, y a cuyos pies se encontraba un caimán. Al fondo se podía observar el mar (Caribe) sobre el cual un navío navegaba hacia el sol poniente. En el cielo raso se ubicaban tres estrellas, las cuales representaban cada uno de los departamentos de aquella época (Venezuela, Cundinamarca y Quito). En la parte superior, fuera del escudo propiamente dicho, dos manos se estrechaban en un círculo de laureles, mientras unas ramas de trigo entrelazadas lo sostenían por su parte inferior.

## Segundo escudo
|                                            |
| 10 de enero de 1820 — 6 de octubre de 1821 |

El 10 de enero de 1820, Francisco de Paula Santander, Vicepresidente del departamento de Cundinamarca (uno de los tres que componían la República), aprobaba nuevas insignias, alegando que los emblemas nacionales decretados en 1820 eran poco conocidos y sólo se utilizaban en Venezuela. Un año y medio más tarde, el 6 de octubre de 1821, el Congreso Nacional decretaba que las insignias de Cundinamarca debían ser usadas en la bandera común como parte del escudo de armas nacional, hasta que nuevos emblemas fueran aprobados. Así, el escudo de Cundinamarca se transformó en la insignia nacional de la Gran Colombia, y fue utilizada oficialmente en el departamento de Venezuela. El decreto que lo aprobó dice lo siguiente:

Decreto del 10 de enero de 1820

Francisco de Paula Santander, del Orden de Libertadores, condecorado con la cruz de Boyacá, General de División de los ejércitos de la República y Vicepresidente del Departamento de Cundinamarca, etc., etc., etc.
Considerando que al decoro y dignidad del Gobierno de la República conviene el uso de un sello que dé toda la autoridad necesaria a sus providencias y que los reglamentos de atribuciones del Poder Ejecutivo y judicial exigen el expresado uso, he venido, en virtud de la plenitud de autoridad de que estoy revestido, en decretar:

Artículo 1º — El sello de la República Nueva Granada se compondrá del cóndor en campo azul con una granada y una espada en las garras; por debajo un globo sobre el cual se elevan diez estrellas presididas de una llama; será coronado de guirnalda de laurel y orlado con la cinta y estrella de la Orden de Libertadores, y el siguiente mote: Vixit et Vincet Amore Patriae.

Este escudo, de forma suiza, consistía en un cóndor de alas abiertas sobre fondo azul sosteniendo en una pata una granada y en la otra una espada, de forma similar a como lo hacía en el antiguo escudo de Cundinamarca, ideado por Antonio Nariño. Junto a esta se encontraba una cadena compuesta por diez estrellas, como símbolo de las provincias que se unieron en 1819, y una esfera de hierro. En la parte superior del lazo que rodea el blasón se hallaba la inscripción latina "Vixit et Vincit et Amore Patriae", que literalmente significa "Vivió y murió, y ello, por amor a la Patria".

## Tercer escudo
|                                                |
| 6 de octubre de 1821 — 19 de noviembre de 1830 |

El decreto del 6 de octubre de 1821, finalmente aprobaba insignias oficiales para toda la República. El nuevo emblema consistía en dos cornucopias llenas de flores y de frutos, símbolos de abundancia y riqueza, las cuales rodeaban un haz de lanzas y flechas (llamado fasces), al igual que un hacha, atados por una cinta tricolor en la parte inferior, en señal de fuerza y unión. Algunas variantes, en especial los que iban en el interior de las banderas, mostraban al escudo rodeado por un óvalo o un círculo con la inscripción "República de Colombia", con una pequeña estrella en la parte inferior. Dicho decreto se refiere a este blasón de la siguiente manera:

Ley del 6 de octubre de 1821

Considerando: que por el Artículo 11 de la Ley Fundamental de la República le corresponde designar las armas que deben distinguirla en lo venidero entre las naciones independientes de la tierra, ha venido en decretar y decreta lo siguiente: 
Artículo 1: Se usará en adelante, en lugar de armas, de dos cornucopias llenas de frutos y flores de los países fríos, templados y cálidos, y de las fasces colombianas que se compondrán de un hacecillo de las lanzas con la segur atravesada, arcos y flechas cruzados, atados con cinta tricolor por la parte inferior.
Artículo 2: El gran sello de la República y sellos del despacho tendrán grabado este símbolo de la abundancia, fuerza y unión con que los ciudadanos de Colombia están resueltos a sostener su independencia, con la siguiente inscripción en la circunferencia: “República de Colombia”.

## Otros escudos
|      |
| 1822 |

El 11 de julio de 1822, la Provincia Libre de Guayaquil se adhirió a la Gran Colombia y con ello la edificación de esta gran nación sudamericana estaba completa. Por tal razón, y debido a que por la época apareció el modelo de un escudo totalmente nuevo, muchos historiadores creen que efectivamente se reglamentó un nuevo emblema. Sin embargo no existe algún documento, tal como una ley o decreto, que demuestre efectivamente tal suceso. Al parecer este modelo fue parte de un proyecto para cambiar el escudo e incluir a Guayaquil como parte de la Gran Colombia, especialmente a través de su insignia nacional, pero es muy posible que no fuera aprobado, pues los escudos usados por la Nueva Granada, Venezuela y Ecuador una vez se separaron de la Gran Colombia en 1830 (y que usaron hasta decretar insignias propias) es la versión del 6 de octubre de 1821.
Dicho escudo era de forma inglesa, dividido en tres cuarteles, cada uno de ellos con fondo de los colores de la bandera de la República. En el cuartel superior se asomaban tres estrellas de plata, que representaban los departamentos iniciales que conformaron la República (Venezuela, Cundinamarca y Quito). Algunos ejemplares muestran distintas cantidades de estrellas (entre nueve y doce), quizás para denotar que se creaban nuevos departamentos.
En el cuartel inferior izquierdo se encontraba un caballo indómito en símbolo de libertad, mientras en el inferior derecho se mostraba un cetro roto, en señal de la realeza destruida. En la parte superior del blasón se hallaba un águila (o cóndor) de alas abiertas y en su parte inferior la consigna "Ser Libre o Morir". Rodeando el escudo se encontraban, a la izquierda, un anciano armado con una maza sobre un ánfora con la frase Orinoco, mientras a la derecha una ninfa sostenía una rama de olivo que pisaba un ánfora con la frase Magdalena.
Durante 1820 también se vio en alguna que otra documentación oficial un escudo totalmente desconocido y del cual no se tienen referencias sobre su origen. Consistía en un campo dividido en tres partes, mantelado según lenguaje heráldico, y cada división pintado con los colores de la bandera. Dentro de cada uno de ellos se ubicaba una estrella blanca. Detrás del escudo se ubicaba un águila como sostén y varios cañones antiguos, hachas, lanzas y estandartes. Por lema llevaba el mote "Ser Libre o Morir" en una cinta en la parte inferior del mismo.

## Escudos sucesores
Los escudos usados por la Nueva Granada (actual Colombia), Venezuela y Ecuador; tras declarar su secesión de la Gran Colombia en 1830, conservaron el diseño del escudo de la Gran Colombia, hasta que decretaron sus propias insignias.

Escudo de Colombia
Escudo del Ecuador
Escudo de Venezuela

### Actuales

Escudo de Colombia
Escudo del Ecuador
Escudo de Venezuela

Es notable como los escudos de las naciones que sucedieron a la Gran Colombia conservan algunos elementos que formaron el emblema de esta nación extinta, aunque claro, el significado moderno de estos puede variar de su sentido original.
El escudo de Colombia, por ejemplo, presenta la forma de los primeros blasones, así como las cornucopias, el gorro frigio, las banderas laterales y el cóndor de alas extendidas, la mayoría de los cuales han permanecido constantes a lo largo de la evolución histórica del escudo. El escudo del Ecuador presenta, además del cóndor y las banderas laterales, el haz de lanzas y flechas (o fasces) así como el navío que surca el océano (esta vez el Pacífico). El escudo de Venezuela por su parte muestra la forma y división en cuarteles del último blasón grancolombiano, tal como las cornucopias y el caballo indómito.